# College Days
Pour plus de détails, voir Fiche technique et Distribution.
College Days est un film américain réalisé par Richard Thorpe, sorti en 1926.

## Synopsis
Jim Gordon est admis à l'Université de Californie, il y rencontre Mary Ward, pour laquelle il a le coup de foudre, et devient ami avec son camarade de chambre Larry Powell. Après diverses péripéties, il essaie de convaincre Mary de son amour. Mais, un jour, une étudiante le retarde alors qu'il se rend à l'entrainement et Mary les aperçoit ensemble. Alors qu'il cherche à s'excuser, il est réprimandé par le Professeur Maynard, puis est expulsé de l'université. Il est réintégré plus tard par le conseiller d'éducation et doit rejoindre l'équipe de football pour jouer contre Stanford, mais le jour du match il est retardé. À la dernière minute, il est appelé sur le terrain et son équipe gagne.

## Fiche technique
- Titre original : College Days
- Titre anglais : The Younger Generation
- Réalisation : Richard Thorpe
- Scénario : A. P. Younger
- Direction artistique : Edwin B. Willis
- Photographie : Milton Moore, Mack Stengler
- Montage : James C. McKay
- Production : A. P. Younger
- Société de production : Tiffany Productions
- Société de distribution : Tiffany Productions
- Pays de production :  États-Unis
- Langue originale : anglais
- Format : noir et blanc — 35 mm — 1,37:1 — Film muet
- Genre : Comédie dramatique
- Durée : 80 minutes
- Date de sortie :
  - États-Unis : 15 octobre 1926

## Distribution
- Marceline Day : Mary Ward
- Charles Delaney : Jim Gordon
- James Harrison : Larry Powell
- Duane Thompson : Phyllis
- Brooks Benedict : Kenneth Slade
- Kathleen Key : Louise
- Edna Murphy : Bessie
- Robert Homans : M. Gordon
- Crauford Kent : Kent
- Charles Wellesley : Bryson
- Gibson Gowland : Carter
- Lawford Davidson : Professeur Maynard
- Pat Harmon : l'entraîneur
- William A. Carroll : le conseiller d'éducation